# Heliópolis (película de 2020)
Heliópolis (en argelino, هليوبوليس; romanizado: Haliyūbūlīs) es una película dramática argelina dirigida por Djaffar Gacem y estrenada en 2021. Heliópolis es el nombre de un pequeño pueblo a 5 km de la ciudad de Guelma, donde transcurre la acción de la película.
Fue seleccionada como la entrada argelina a la Mejor Película Internacional en la 93.ª edición de los Premios Óscar, pero se retiró después de que se cancelara el estreno nacional de la película debido a la pandemia del COVID-19. Los realizadores anunciaron su intención de competir el año siguiente. En octubre de 2021, fue nuevamente seleccionada como la entrada de Argelia a la Mejor Película Internacional en la 94.ª edición de los Premios Óscar.

## Sinopsis
En Guelma, el día 8 de mayo de 1945 es un acontecimiento que cambia la vida de una familia argelina.

## Reparto
- Mehdi Ramdani como Mahfud
- Souhila Mallem como Nedjma
- César Duminil como Claude Roland
- Mourad Oudjit como Bachir
- Jacques Serres como Marcel Lavie
- Fodil Assoul como Sadek
- Alexis Rangheard como Gervais
- Nacereddine Daoudi
- Aziz Boukrouni como Si Mokdad

## Lanzamiento
La primera proyección pública iba a tener lugar en la Opéra d'Alger el 5 de noviembre de 2020, pero fue cancelado debido a la pandemia de Covid-19 en Argelia. La película se estrena en cines en Argelia el 20 de mayo de 2021.